# Dragon (Magazin)
Dragon (ursprünglicher Titel: The Dragon) war ein Printmagazin zum Rollenspiel-Regelwerk Dungeons & Dragons. Es wurde erstmals im Juni 1976 von D&D-Verleger TSR als Nachfolgepublikation des Magazins The Strategic Review (9 Ausgaben, ab 1975) herausgebracht. Das Magazin erschien bis September 2007 in monatlichem Abstand, bis es mit Ausgabe #359 von Wizards of the Coast ebenso wie das Schwestermagazin Dungeon als Printausgabe eingestellt wurde. Stattdessen wurde es mit weiterlaufender Ausgabennummer als Onlinemagazin fortgeführt.
Das Magazin behandelte zwar allgemein die Themen Fantasy und Rollenspiele, diente aber hauptsächlich als Mitteilungsorgan der D&D-Hersteller TSR bzw. Wizards of the Coast und legte daher auch den Schwerpunkt auf Besprechungen und Begleitartikel zu den entsprechenden Produkten. Neben den Rollenspiel- und Fantasyartikel veröffentlichte das Magazin Rezensionen zu Computerspielen mit Bezug zu den Themenbereich Fantasy, Science-Fiction oder Rollenspiel.
Zwischen 1999 und 2003 veröffentlichte der Körner-Verlag mit Dragon : dein offizielles Magazin für Dungeons & Dragons einen deutschen Ableger (ISSN 0946-9826).

## Auszeichnungen
- Origins Award
  - 1986: Best Professional Roleplaying Magazine of 1985
  - 1990: Best Professional Adventure Gaming Magazine of 1989
  - 1994: Best Professional Gaming Magazine of 1993
  - 1995: Best Professional Gaming Magazine of 1994, Origins Adventure Gaming Hall of Fame
  - 2004: Best Game Related Periodical 2003
  - 2007: Best Non-Fiction Publication of the Year 2006